# Lüleburgazspor
Lüleburgazspor is een Turkse voetbalclub opgericht in 1967 te Lüleburgaz, een district van de provincie Kırklareli, Turkije. De clubkleuren zijn groen en rood. De thuisbasis van de club is het Malkara 8 Kasımstadion. Het stadion van Lüleburgazspor biedt plaats aan 2500 toeschouwers. Het stadion is vernoemd naar de datum 8 november. Op 8 november 1922 werd Lüleburgaz bevrijd van de buitenlandse bezetters.

## Geschiedenis
Lüleburgazspor is het resultaat van een fusie in 1967 tussen de plaatselijke Adaletspor en Yeşilovaspor. De club nam in 1967 gelijk deel aan de derde voetbaldivisie (tegenwoordig: Türkiye Futbol Federasyonu 2. Lig). Vijf jaar later werd de club voor het eerst kampioen, en promoveerde het naar de tweede divisie (tegenwoordig: Türkiye Futbol Federasyonu 1. Lig). De jaren erna was het telkens promoveren en degraderen voor de club uit Lüleburgaz. In 2002 degradeerde men naar de Turkse Amateur Divisies, en sinds 2007 komt Lüleburgazspor uit in de TFF 3. Lig. Lüleburgazspor heeft nooit in de Süper Lig gevoetbald, maar de club heeft wel een klein succesje geboekt in de Turkse Beker. In het seizoen 1979/80 werd de halve finale van de beker bereikt, nadat men Beşiktaş JK en Fenerbahçe SK had uitgeschakeld. Uiteindelijk was Altay SK in de halve finale te sterk voor Lüleburgazspor. Altay won dat jaar de Turkse Beker.